# Zambia en los Juegos Olímpicos de Londres 2012
Zambia estuvo representada en los Juegos Olímpicos de Londres 2012 por siete deportistas, cinco hombres y dos mujeres, que compitieron en cuatro deportes.
El portador de la bandera en la ceremonia de apertura fue el atleta Prince Mumba. El equipo olímpico zambiano no obtuvo ninguna medalla en estos Juegos.